# Diébougou
Diébougou ist eine Stadt (commune urbaine) und zugleich Departement in der Region Sud-Ouest des westafrikanischen Staates Burkina Faso. Es ist Hauptstadt der Provinz Bougouriba und hat 41.348 Einwohner.
Diébougou wurde ungefähr 1840 gegründet und schloss 1897 einen Protektoratsvertrag mit den Franzosen ab. Vom neu gegründeten Militärposten wurde unter anderem Bobo-Dioulasso besetzt. 1903 hatte der Ort etwa 900 Einwohner.
Diébougou ist Sitz des Bistums Diébougou.